# Sabine Deitmer
Sabine Deitmer (* 21. Oktober 1947 in Jena, Thüringen; † 11. Januar 2020 in Dortmund) war eine deutsche Schriftstellerin, die vor allem durch ihre Kriminalromane und -erzählungen bekannt wurde.

## Leben
Aufgewachsen in Düsseldorf, studierte Sabine Deitmer Anglistik, Romanistik und Literaturwissenschaft in Bonn und Konstanz. Ihre Magisterarbeit schrieb sie über die Rezeption von Kriminalromanen am Beispiel von Agatha Christie. Sie wohnte zeitweise in Brighton, Bristol, am Bodensee und in Berlin, bevor sie 1978 ins Ruhrgebiet zog. Viele Jahre arbeitete sie in der pädagogischen Erwachsenenbildung. Seit 1990 lebte sie als freie Schriftstellerin in Dortmund, wo sie im Januar 2020 im Alter von 72 Jahren starb.
Ihre ersten Texte veröffentlichte sie zusammen mit anderen Frauen innerhalb der Frauenbewegung im Selbstverlag. 1988 gelang ihr mit dem Kriminalerzählband „Bye, Bye Bruno“ ein bemerkenswerter Verkaufserfolg. Danach hat sie sich mit zahlreichen Werken weiter als erfolgreiche Krimi-Autorin profiliert. Ihre Kriminalromane wurden in mehrere Sprachen übersetzt, für den Hörfunk bearbeitet sowie verfilmt.
Lange Jahre war sie Mitglied im Vorstand der Fritz-Hüser-Gesellschaft.

## Ehrungen und Auszeichnungen
- 1995 Deutscher Krimi Preis (2. Platz) für Dominante Damen
- 2005 Frauenkrimipreis der Stadt Wiesbaden für Scharfe Stiche
- 2008 Glauser Ehrenpreis der „Autorengruppe deutschsprachige Kriminalliteratur – Syndikat“ für besondere Verdienste um die deutschsprachige Kriminalliteratur

## Werke (Auswahl)
Krimiromane
- Perfekte Pläne. Krüger, Frankfurt am Main 2007, ISBN 978-3-8105-0414-2.
- Scharfe Stiche. Krüger, Frankfurt am Main 2004, ISBN 3-8105-0415-7
- Die schönsten Männer der Stadt (Balzgeschichten). Fischer, Frankfurt am Main 1997, ISBN 3-596-13620-2
- NeonNächte. Fischer, Frankfurt am Main 1995, ISBN 3-596-12761-0
- Dominante Damen (Kriminalroman). Fischer, Frankfurt am Main 1994, ISBN 3-596-12094-2
- Kalte Küsse (Kriminalroman). Fischer, Frankfurt am Main 1993, ISBN 3-596-11449-7
- Auch brave Mädchen tun’s (Mordgeschichten). Fischer, Frankfurt am Main 1990, ISBN 3-596-10507-2
- Bye-bye, Bruno. Wie Frauen morden (Kriminalgeschichten). Fischer, Frankfurt am Main 1988, ISBN 3-596-24714-4
- Eines Tages ist es soweit, von Frauen (nicht nur) für Frauen. Mit Grafiken von Angelika Stephan, herausgegeben und verlegt von Barbara Weissbach, Dortmund 1984, ISBN 3-924100-00-4.

als Herausgeberin:
- Mörderische Mitarbeiter (Kollegiale Kriminalgeschichten). (zus. mit Ingrid Schmitz und Ina Coelen), Scherz, Frankfurt (Main) 2003, ISBN 3-502-51963-3

Bearbeitung für den Rundfunk:
- Dominante Damen (zwei Teile) BR 1998
- Kalte Küsse (zwei Teile); BR 1995

Verfilmungen:
- Neonnächte – Der U-Bahn-Schlitzer (nach dem Roman Neonnächte). Fernsehfilm RTL, Regie: Peter Ily Huemer, Erstausstrahlung 5. Januar 2000.
- Kalte Küsse (nach dem Roman Kalte Küsse) Fernsehfilm RTL, Regie: Carl Schenkel, Erstausstrahlung 8. Mai 1997.